# OrbitBeyond
Orbit Beyond, Inc., generalmente estilizado como OrbitBeyond, crea tecnologías extensibles, versátiles y escalables para la exploración lunar. Sus productos incluyen módulos de alunizaje configurables con una capacidad de carga útil de hasta 500 kg y rovers. La empresa contrataría servicios privados de lanzamiento de cohetes. La compañía tiene su sede en Edison, Nueva Jersey.

## Socios y contratos
El 29 de noviembre de 2018, la NASA otorgó a OrbitBeyond un contrato de Servicios de Carga Lunar Comercial (CLPS, "Commercial Lunar Payload Services" por sus siglas en inglés), lo que lo hace elegible para ofertar en la entrega de carga útil de ciencia y tecnología a la Luna para la NASA.
OrbitBeyond ha contratado a TeamIndus para la ingeniería del módulo de alunizaje, Honeybee Robotics para la integración de la carga útil, Advanced Space para la gestión de la misión, Ceres Robotics para las operaciones de superficie. Su objetivo es crear plataformas de exploración de naves espaciales colaborativas y escalables para apoyar el crecimiento del mercado comercial en el espacio cislunar.
El 31 de mayo de 2019, la NASA anunció que había seleccionado a OrbitBeyond como uno de los tres socios comerciales para entregar la carga útil de la NASA a la Luna en 2020 y 2021. OrbitBeyond recibió $ 97 millones para obtener la carga útil de la NASA en Mare Imbrium hasta septiembre de 2020.

## Nave espacial
La compañía está desarrollando dos módulos de aterrizaje lunares: Z-01 y Z-02.
- Z-01: Llevaría hasta 50 kg de carga útil comercial. Su primera misión está prevista para aterrizar en Mare Imbrium (29,52° N 25,68° O).[8]
- Z-02: Llevaría hasta 500 kg de carga útil comercial.[8]